# Międzynarodowe Centrum Wystawiennicze w Kijowie
Międzynarodowe Centrum Wystawiennicze (ukr. Міжнародний Виставковий Центр; Miżnarodnyj Wystawkownyj Centr) – hala wystawiennicza na Ukrainie mogąca pomieścić 11 tysięcy osób. Hala została otwarta w październiku 2002.

## Historia
Pomysł budowy hali pochodzi od Wiktora Tkaczenko, ówczesnego dyrektora Pałacu Sportu. Późniejszy dyrektor centrum, ukraiński architekt Janusz Wih zaprojektował kompleks, a Eduward Safronow był kierownikiem budowy.
W sierpniu 2016 narodowy ukraiński nadawca Nacionalna suspilna tełeradiokompanija Ukrajiny ogłosił, że hala zostanie miejscem organizacji 62. Konkursu Piosenki Eurowizji w 2017.